# Bayán

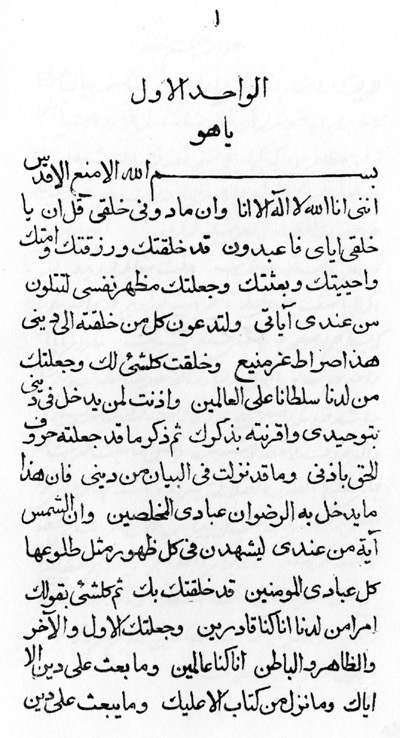
De Arabische bayán.

In het Bábisme staat Bayán (Arabisch: بیان), of uiteenzetting, voor het geheel van de werken van de Báb, waarvan de belangrijkste de Perzische Bayán is. Sommige moderne Bábís (volgelingen van de Báb) noemen zichzelf 'Bayaní' naar deze titel van de Bábs geschriften. Bahá'ís zien dit werk ook als heilig, omdat zij van oordeel zijn dat de stichter van het Bahá'í-geloof, Bahá'u'lláh, de vervulling is van de Bábs belangrijkste profetie, Hij dien God zal openbaren.

## Bron
- Smith, P. (1999). A Concise Encyclopedia of the Bahá'í Faith. Oneworld Publications, Oxford, UK. ISBN 1851681841.